# Girardinus denticulatus
Girardinus denticulatus es un pez de la familia de los pecílidos del orden de los ciprinodontiformes.

## Morfología
Los machos pueden alcanzar los 5 cm de longitud total y las hembras los 9,3 cm.

## Distribución geográfica
Se un pez endémico de Cuba. Habita las aguas limpias de los arroyos de montaña. Propios de las montañas del grupo Guamuaya en el centro cubano y montañas del oriente como la Sierra Maestra.